# ジュリア・スタイルズ
ジュリア・オハラ・スタイルズ（Julia O'Hara Stiles、1981年3月28日 - ）は、アメリカ合衆国の女優。

## 生い立ち
ニューヨーク市で生まれ、ソーホーで育つ。父親のジョン・オハラはアイルランド系の陶芸家で、陶芸工房を営み、同様に、母親のジュディ・スタイルズもイタリア人とイギリス（イングランド）人ハーフの陶芸家である。妹（ジェーン）と弟（ジョニー）がいる。

## キャリア
11歳の時にマンハッタンにあるラ・マール劇団に出演の手紙を書き、舞台デビュー。1994年公開の『インタビュー・ウィズ・ヴァンパイア』のクローディア役のオーディションを受けたが、キルスティン・ダンストに競り負けたことがあった。16歳の時に共同脚本を手掛けた『The Anarchist's Daughter』がサンダンス・インスティテュート・ライターズ・ラボに選出される12本の脚本のうちの1本に選ばれた。
1996年、『プラトニック・ゲーム』の端役で映画デビュー。翌年公開の『デビル』ではハリソン・フォードの娘役を演じた。
1999年、シェイクスピアの喜劇『じゃじゃ馬ならし』の舞台を現代の高校に移した映画『恋のからさわぎ』で男嫌いのヒロインを演じて注目される。シカゴ映画批評家協会賞やMTVムービー・アワードの新人俳優賞を受賞し、ティーン・ピープル誌の「21歳以下のスター21人」に選出された。その後も『ハムレット』、『O』などと立て続けにシェイクスピアの喜劇を原案とする作品に出演している。
2002年から『ボーン』シリーズに、CIA局員のニッキー・パーソンズ役で出演し、有名女優の仲間入りを果たす。
2004年、アーロン・エッカートと『オレアナ』でウエスト・エンドの舞台に立った。
2007年、短編映画『Raving』で映画監督デビューを果たす。

## 私生活
1999年にプロフェッショナル・チルドレン・スクールを卒業。2005年にコロンビア大学を卒業。
民主党を支持している。2004年の大統領選挙の際はジョン・ケリーを支持していた。
2017年9月30日にカメラマンのプレストン・J・クックと結婚。同年10月20日にマウント・サイナイ病院にて第一子となる男の子を出産。
ベジタリアン、フェミニストである。ニューヨーク・メッツのファン。

## 主な作品

### 映画
| 年   | 日本語題 原題                                      | 役名                                   | 備考                | 吹き替え                                                                     |
| ---- | -------------------------------------------------- | -------------------------------------- | ------------------- | ---------------------------------------------------------------------------- |
| 1996 | プラトニック・ゲーム I Love You, I Love You Not    | 幼い頃のナナの友達                     | 日本未公開          |                                                                              |
| 1997 | デビル The Devil's Own                             | ブリジット・オメーラ                   |                     | 小林さやか（ソフト版） 伊藤亜矢子（日本テレビ版） 佐藤しのぶ（テレビ朝日版） |
| 1998 | Wicked                                             | エリー・クリスチャンソン               | 日本未公開          |                                                                              |
| 1998 | 翼のない天使 Wide Awake                            | ニーナ・ビール                         | 日本未公開          | 鬼頭典子                                                                     |
| 1999 | 恋のからさわぎ 10 Things I Hate About You          | カトリーナ・“カット”・ストラトフォード | 日本未公開          | 小島幸子                                                                     |
| 1999 | The 60's                                           | ケイティ・ハーリヒー                   | テレビ映画          |                                                                              |
| 2000 | 初恋なんかぶっとばせ！ Down to You                 | イモージェン                           | 日本未公開          | TBA                                                                          |
| 2000 | ハムレット Hamlet                                  | オフィーリア                           |                     | 矢島晶子                                                                     |
| 2000 | State and Main                                     | カーラ                                 | 日本未公開          |                                                                              |
| 2001 | セイブ・ザ・ラストダンス Save the Last Dance       | サラ・ジョンソン                       |                     | 弓場沙織                                                                     |
| 2001 | O                                                  | デジー・ブラブル                       |                     | 魏涼子                                                                       |
| 2001 | The Business of Strangers                          | ポーラ・マーフィー                     | 日本未公開          |                                                                              |
| 2002 | ボーン・アイデンティティー The Bourne Identity     | ニコレット・"ニッキー"・パーソンズ     | クレジット表記なし  | 沢海陽子（ソフト版） 百々麻子（フジテレビ版）                                |
| 2003 | オトコのキモチ♂ A Guy Thing                        | ベッキー                               | 日本未公開          | 本田貴子                                                                     |
| 2003 | モナリザ・スマイル Mona Lisa Smile                 | ジョーン・ブランドウィン               |                     | 甲斐田裕子（ソフト版） 魏涼子（機内上映版）                                  |
| 2003 | Carolina                                           | キャロリーナ                           | 日本未公開          |                                                                              |
| 2004 | プリティ・ガール The Prince & Me                   | ペイジ・モーガン                       | 日本未公開          | 落合るみ                                                                     |
| 2004 | ボーン・スプレマシー The Bourne Supremacy          | ニコレット・"ニッキー"・パーソンズ     |                     | 沢海陽子（ソフト版） 本田貴子（日本テレビ版）                                |
| 2005 | Edmond                                             | グレンナ                               | 日本未公開          |                                                                              |
| 2005 | A Little Trip to Heaven                            | イソルド                               | 日本未公開          |                                                                              |
| 2006 | オーメン The Omen                                  | キャサリン・ソーン                     |                     | 麻生侑里                                                                     |
| 2007 | Raving                                             | N/A                                    | 脚本・監督 短編映画 |                                                                              |
| 2007 | ボーン・アルティメイタム The Bourne Ultimatum      | ニコレット・"ニッキー"・パーソンズ     |                     | 沢海陽子（ソフト版） 百々麻子（フジテレビ版）                                |
| 2012 | 世界にひとつのプレイブック Silver Linings Playbook | ヴェロニカ                             |                     | 慶長佑香                                                                     |
| 2013 | クローズド・サーキット Closed Circuit              | ジョアンナ・リース                     |                     |                                                                              |
| 2014 | Out of the Dark                                    | Sarah Harriman                         |                     |                                                                              |
| 2015 | DEMON デーモン Blackway                            | リリアン                               |                     | 早川舞                                                                       |
| 2015 | ギリーは幸せになる The Great Gilly Hopkins         | ラザフォード・ホプキンス               |                     | 吹き替え版無し                                                               |
| 2016 | ジェイソン・ボーン Jason Bourne                    | ニコレット・"ニッキー"・パーソンズ     |                     | 沢海陽子（ソフト版） 百々麻子（BSテレ東版）                                  |
| 2016 | 水面に映る影 The Drowning                          | ローレン・シーモア                     | 配信スルー          | 沢海陽子                                                                     |
| 2019 | ハスラーズ Hustlers                                | エリザベス                             |                     | 根本圭子                                                                     |
| 2023 | エスター ファースト・キル Orphan: First Kill       | トリシア・オルブライト                 |                     | 斎藤恵理                                                                     |

### テレビシリーズ
| 年        | 日本語題 原題                                | 役名                    | 備考                                | 吹き替え |
| --------- | -------------------------------------------- | ----------------------- | ----------------------------------- | -------- |
| 1993-1994 | Ghostwriter                                  | エリカ                  | 計6話出演                           |          |
| 1996      | Promised Land                                | メーガン・ウォーカー    | 第1シーズン第8話「The Secret」      |          |
| 1997      | シカゴ・ホープ Chicago Hope                  | コーリー・サィッツキー  | 第3シーズン第17話「Mother, May I?」 |          |
| 2001      | サタデー・ナイト・ライブ Saturday Night Live | ジェナ・ブッシュ        | 計2回出演                           |          |
| 2010      | デクスター 〜警察官は殺人鬼 Dexter           | ルーメン・アン・ピアス  | 計10話出演                          | 衣鳩志野 |
| 2014-2015 | The Mindy Project                            | Dr. Jessica Lieberstein | 計3話出演                           |          |